# Hackerspace
Ne doit pas être confondu avec Hacker.

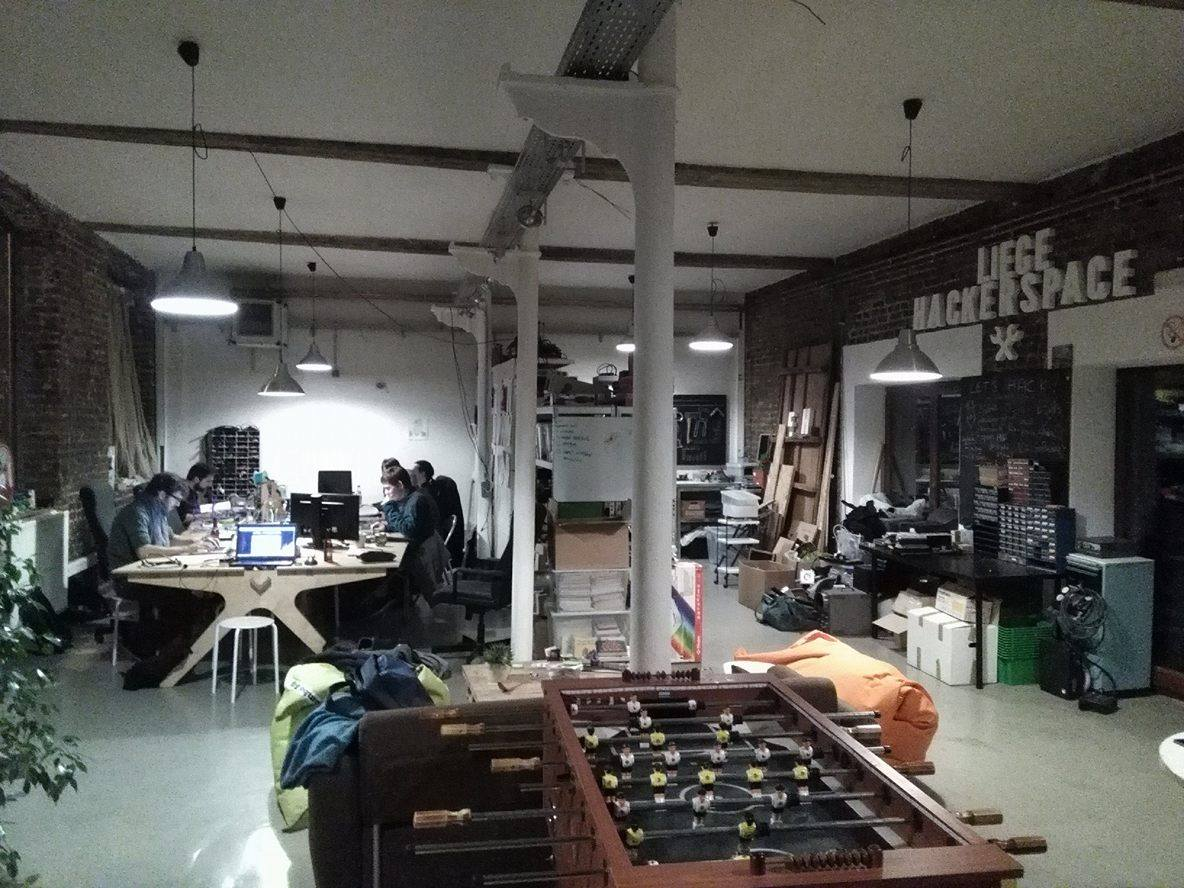
Liège Hackerspace

Un hackerspace (ou hacker house) est un tiers-lieu dans lequel des personnes partageant un intérêt commun (souvent autour de l'informatique, de la technologie, des sciences, des arts) se rencontrent et collaborent ensemble.
Les hackerspaces peuvent être vus comme des laboratoires communautaires ouverts où les hackers peuvent partager leurs ressources et leurs connaissances.
Un hackerspace en français peut être traduit par atelier ou bien laboratoire numérique ouvert.
Beaucoup d'hackerspaces utilisent et participent à des projets autour du logiciel libre, du matériel libre, des ressources documentaires sous licence libre ou des médias alternatifs alimentant ainsi un patrimoine informationnel commun.
Ils sont souvent installés dans des maisons, des associations ou des universités. Mais dès que le nombre d'adhérents et l'éventail des activités augmentent, ils déménagent généralement dans des espaces industriels ou d'anciens entrepôts.

## Histoire
Les hackerspaces à adhésion ouverte sont devenus courants en Allemagne dans les années 1990 dans l'orbite du Chaos Computer Club (CCC). Le c-base en est un exemple. Le concept, cependant, était limité [Par qui ?] à moins d'une douzaine d'espaces en Allemagne, et ne s'est pas étendu au-delà des frontières dans un premier temps. Cela est probablement dû au fait que les coûts de création initiaux étaient prohibitifs pour les petits groupes sans le soutien d'une grande organisation comme le CCC. À partir de 1997, l'Autonomous Zone Infoshop de Chicago a accueilli "Unscrew U", un programme de piratage et de réparation précoce qui se réunissait chaque semaine.
En 2006, Paul Böhm a développé une stratégie de collecte de fonds basée sur le protocole de performeur de rue (en) pour construire Metalab à Vienne, en Autriche, et en est devenu le directeur fondateur. En 2007, lui et d'autres ont lancé Hackerspaces.org, un site Web basé sur un wiki qui maintient une liste de nombreux hackerspaces et documente les modèles sur la façon de les démarrer et de les gérer. En septembre 2015, la liste communautaire comprenait 1967 hackerspaces avec 1199 sites actifs et 354 sites prévus.
L'avènement du financement participatif et de Kickstarter (fondé en 2009) a mis les outils nécessaires à la création de hackerspaces à la portée d'un public encore plus large. Par exemple, Bilal Ghalib (qui avait déjà travaillé sur un documentaire sur les hackerspaces) et d'autres ont utilisé de tels outils pour introduire le concept de hackerspace au Moyen-Orient.
Dans le monde entier, un grand nombre d'installations de hackerspace ou makerspace ont été créées. Nicole Lou et Katie Peek ont rapporté qu'entre 2006 et 2016, le nombre d'espaces actifs ou prévus avait augmenté à 1 393, quatorze fois plus qu'en 2006.
Le gouvernement fédéral américain a commencé à adopter le concept de makerspaces entièrement ouvert au sein de ses agences à partir de 2015, dont le premier (SpaceShop Rapid Prototyping Lab) est installé au centre de recherche NASA Ames.

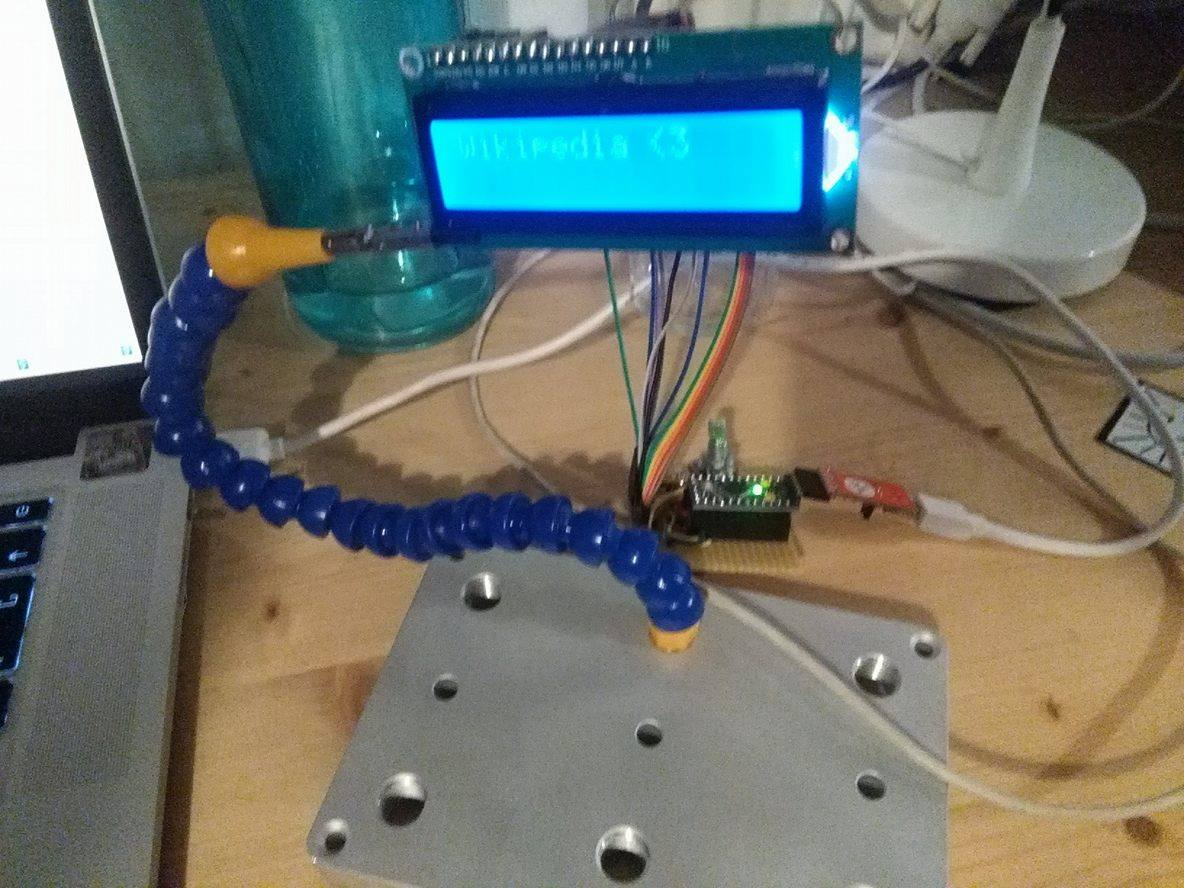
Exemple d'utilisation d'écran LCD 16/2 par le Liège Hackerspace

## Fonctions
Les activités prenant place dans un hackerspace peuvent être très variables selon l'endroit. En général, les hackerspaces fonctionnent comme des centres pour le partage et la transmission de connaissances par des pairs prenant souvent la forme d'ateliers, présentations et conférences.
Ils ont aussi parfois des rôles plus ludiques vis-à-vis de leurs membres comme des nuits de jeu ou l'organisation de soirées.
Ils fournissent typiquement de l'espace à leurs membres pour mener à bien leurs projets individuels, ou collaborer avec d'autres membres sur des projets de groupe.
Les hackerspaces peuvent aussi être de lieux de mise en commun d'outils (matériels ou logiciels) sous diverses formes (prêt, location, achat, etc.).

## Organisation
Le caractère individuel d'un hackerspace est déterminé par ses membres. Beaucoup d'hackerspaces sont régis par des conseils élus par les membres actifs en règle. Les responsables élus peuvent servir jusqu'à échéance de leur mandat. Ils aident à la prise de décision directe en ce qui concerne l'achat de nouveaux équipements, le recrutement de nouveaux membres, la formulation des règles et autres politiques, conformément aux exigences de sécurité, ainsi qu'à toutes les autres questions administratives.
Les frais d'adhésion sont généralement le principal revenu d'un hackerspace, mais certains acceptent également des commanditaires externes. Beaucoup d'hackerspaces aux États-Unis font partie d'une classification associative de type 501(c)3, c'est-à-dire : religieuse, éducative, charitable, scientifique, littéraire, évaluant la Sécurité Publique, promouvant le sport amateur, nationale ou internationale, ou pour la prévention de la cruauté envers les enfants ou les animaux (ou l'équivalent dans d'autres juridictions). Tandis que d'autres ont choisi de contribuer à l'impôt. Les hackerspaces affiliés à des universités ne se font pas souvent prélever de frais explicites, mais ils sont généralement limités aux étudiants, aux personnels, ou aux anciens élèves, bien que les hôtes d'autres hackerspaces soient généralement invités à visiter. Certains hackerspaces acceptent du travail bénévole en lieu et place des frais d'adhésion, en particulier auprès des membres financièrement limités.
De nombreux hackerspaces dotés d'une grande liberté, ont comme tradition d'accueillir des visiteurs en provenance d'autres organisations similaires, que ce soit à travers la ville ou à l'étranger. Le libre-échange des idées, des compétences et des connaissances sont encouragées, en particulier lors des rassemblements périodiques, parfois appelés « nuits du hack ».

## Critiques
On assiste en 2009 à un débat sur l'inclusion et l'élitisme au sein de la communauté des hackerspaces : Johannes Grenzfurthner et Frank Apunkt Schneider ont publié une brochure critique sur cette lutte. La discussion est toujours en cours.
Le degré d'ouverture des hackerspaces est sujet à d'importantes variations ; certains s'organisent pour accueillir les néophytes, d'autres sont davantage orientés vers des populations déjà expertes. Les hackerspaces ne doivent pas être confondus avec des espaces qui couvriraient des pirates informatiques comme peut le suggérer l'imaginaire collectif, il s'agit avant tout de lieux où les participants peuvent se réapproprier la technologie en dehors des frontières communes.

### L'exemple des hackerspaces féministes
L’univers des hackerspaces est composé en majorité d’hommes blancs et les individus qui ne s’identifient pas à ce groupe comme les femmes, les personnes racisées ou encore les membres des communautés LGBTQ2S+ y vivent parfois de la discrimination et même du harcèlement. Une controverse impliquant des contributeurs du très connu hackerspaces.org, un site largement utilisé pour mettre en réseau les différents hacklabs à travers le monde, a d’ailleurs mis en lumière le sexisme qui subsiste au sein de la communauté.
Josip Maric basé à l’École de management de Normandie s’est penché sur la question de la sous-représentation des femmes dans la culture maker et il a identifié trois raisons principales expliquant cette disparité :
- Les stéréotypes de genre poussent les femmes à se désintéresser des domaines liés aux STIM.
- Pour certaines femmes, faire sa place dans un milieu à majorité masculine peut être intimidant surtout compte tenu de la subculture et du jargon attachés au monde de la technologie.
- Le manque de modèles féminins dans le mouvement maker est également en cause.

Pour remédier à cette situation, des hackerspaces féministes ont vu le jour dans plusieurs pays. Leur apparition est liée au fait que les « enjeux de domination genrée tardent à être pris en compte ». Ils ont donc pour but de changer le visage des hackerspaces et, plus largement, du mouvement maker en créant des lieux sûrs où les gens qui s’identifient comme femme ou comme personne non binaire peuvent venir apprendre sans crainte grâce à un ensemble de valeurs inclusives partagé par tous les membres. Même si les hacklabs féministes diffèrent les uns des autres, un principe fondamental les unit: toute personne, marginalisée ou non, devrait pouvoir accéder à des laboratoires de création sans faire l’objet de discrimination. Plusieurs hackerspaces féministes s’identifient ainsi au féminisme intersectionnel et les approches DIY, do-it-yourself, cohabitent avec celles du DIT, do-it-together.
Les membres de hackerspaces féministes ont accès à une vaste gamme d’activités. Si tout ce qui tourne autour de l’informatique et de l’électronique est bien couvert, plusieurs de ces regroupements ratissent plus large car ils considèrent que la notion de hacking englobe également le fait de bricoler, de faire avec ses mains, le développement personnel et l’activisme. Hacker, c’est l’« opportunité de faire un travail introspectif afin de déterminer et nourrir ses objectifs de vie ». Ainsi, les hacklabs féministes offrent souvent des ateliers en lien avec d’autres compétences créatives ou pratiques comme les arts visuels et textiles ou encore des techniques de conservation des aliments. Des groupes de soutien existent également au sein de ces hackerspaces féministes afin d’aider les membres à mener à bien les projets qui les allument. Les failure clubs en sont un bon exemple.